# Cousance
Cousance – miejscowość i gmina we Francji, w regionie Burgundia-Franche-Comté, w departamencie Jura.
Według danych na rok 1990 gminę zamieszkiwały 1274 osoby, a gęstość zaludnienia wynosiła 199 osób/km² (wśród 1786 gmin Franche-Comté Cousance plasuje się na 126. miejscu pod względem liczby ludności, natomiast pod względem powierzchni na miejscu 691.).